# Damane
Damane zijn in de boekenserie het Rad des Tijds, geschreven door Robert Jordan, geleidsters van de Ene Kracht (voor vrouwen saidar) uit Seanchan.
Damane zijn in tegenstelling tot de Aes Sedai uit Randland (of de Westlanden) geen vrije vrouwen. De Aes Sedai, Dienaren van Allen in de Oude Spraak, zijn vrouwen die de wereld besturen en de gewonden helpen. Ze hebben speciale geloften afgelegd geen wapens te smeden of de Ene Kracht als wapen te gebruiken.
Omdat in Seanchan de Aes Sedai nooit een hechte eenheid vormden, werden ze tijdens de Bestendiging onder leiding van Luthair Mondwin Paendrag - de zoon van de befaamde Artur Haviksvleugel - door de legers van Haviksvleugel gevangengenomen. Omdat de Aes Sedai de Ene Kracht in de oorlogen gebruikten, besloot Luthair ze te gebruiken, onschadelijk te maken. Dit door middel van een vreemde ter'angreaal die een a'dam werd genoemd.
Damane zijn de vrouwen die door de sul'dam - vrouwen die de Ene Kracht kunnen leren geleiden, maar er niet mee aangeboren zijn - via de a'dam worden overheerst. Gevoelens en gedachten van de damane kunnen door de sul'dam worden gelezen via de a'dam, en een damane kan saidar niet aanraken zonder toestemming van de sul'dam.
Damane werden voor allerlei zaken ingezet: ze sturen de winden van Seanchaanse schepen, zoeken ijzermijnen en helen de zieken. De belangrijkste taak van damane is echter als wapen in een veldslag. Het Seanchaanse leger is door de damane nog nooit verslagen.
Seanchaanse damane zijn makke honden: ze zijn zo opgeleid dat ze zelf vinden dat ze schorem zijn dat door de sul'dam beteugeld moet worden om niet gevaarlijk te zijn. Tegenwoordig zijn er ook damane uit de door Seanchan bezette gebieden in Tarabon, Amadicia en Altara.